# 中村好覚
中村 好覚（なかむら こうかく、俗名：好男、1956年 - ）は、大阪府大阪市生まれの元市会議員・金峯山修験本宗の僧侶。

## 略歴
大阪市の鞍馬山護国院に生まれる。1974年、桃山学院高等学校を卒業し桃山学院大学に進学するも、76年に中退。1980年に大阪市役所に入職。
その後、市職員を退職し、1987年大阪市会議員選挙に立候補し、以後4期当選。
その後、金峯山修験本宗金峯山寺・東南院で修行し、2009年に生家である鞍馬山護国院の住職となる。2011年、伝法灌頂を受け、大阿闍梨となる。
| スタブアイコン | サブスタブ | この項目は、まだ閲覧者の調べものの参照としては役立たない、人物に関連した書きかけの項目です。この項目を加筆・訂正などしてくださる協力者を求めています（P:人物伝/PJ:人物伝）。 |